# Корнійчук Вікторія Петрівна
Вікторія Петрівна Корнійчук (нар. 22 липня 1996, Житомир, Україна) — українська футболістка, нападниця.

## Клубна кар'єра
Вихованка клубів «Вікторія» (Любар) та «Атекс» (Київ). Дорослу футбольну кар'єру розпочала 2012 року в костопільському колективі «Родина-Ліцей». У 2016 році перейшла до «Ятраня-Берестівця». На початку 2018 року стала гравчинею «Ладомира» (Володимир-Волинський), але вже влітку 2018 року підсилила склад львівських «Карпат».

## Кар'єра в збірній
У 2012 році провела три матчі за дівочу збірну України (WU-17) у кваліфікації дівочого чемпіонату Європи (WU-17).

## Досягнення
«Карпати» (Львів)
- Перша ліга України
  -  Чемпіон (1): 2019/20